# Marcin (dukat lokalny)
Marcin albo dukat marciński – dukat lokalny, którego emisję rozpoczęto w listopadzie 2012 przez Centrum Kultury Zamek w Poznaniu, w ramach obchodów imienin ulicy Święty Marcin.
Monety zostały wydane w nominałach: 4 marciny, 7 marcinów i 70 marcinów.
Na każdej stronie widnieje wizerunek Zamku Cesarskiego, a z drugiej strony jest herb Poznania.
| Nominał     | Nakład       | Materiał |
| ----------- | ------------ | -------- |
| 4 marciny   | 10 000 sztuk | mosiądz  |
| 7 marcinów  | 5 000 sztuk  | bimetal  |
| 70 marcinów | 300 sztuk    | srebro   |